# سیمولیا
سیمولیا (به انگلیسی: SIMULIA) یک برند نرم‌افزارهای مهندسی به کمک رایانه است که قبلاً با نام Abaqus Inc و قبلتر از آن با نام Hibbitt, Karlsson & Sorensen, Inc. , (HKS) شناخته می‌شد، در سال ۱۹۷۸ تأسیس شد. از محصولات معروف این برند می‌توان به آباکوس اشاره کرد.
این برند در سال ۲۰۰۵ توسط داسو سیستمز خریداری شد و نام آن به سیمولیا تغییر داده شد.